# Tympanobasis plerogoneis
Tympanobasis plerogoneis là một loài bướm đêm trong họ Noctuidae.